# Merrin Dungey
Merrin Dungey (* 6. August 1971 in Sacramento, Kalifornien) ist eine US-amerikanische Schauspielerin.

## Leben
Dungeys ältere Schwester Channing war als Produzentin tätig. Merrin Dungeys erster Auftritt im Fernsehen war die Moderation einer lokalen Teen-Talkshow. Sie studierte an der UCLA und gewann den Top Acting Preis der UCLA. Daraufhin bekam sie mehrere Gastrollen in verschiedenen Fernsehserien wie Babylon 5, Emergency Room – Die Notaufnahme, Seinfeld, Malcolm mittendrin. Im Kino war sie in Deep Impact zu sehen. Ihre erste wiederkehrende Rolle hatte sie in der Serie King of Queens, in der sie die Kelly Palmer spielte. In der Serie Alias – Die Agentin spielte sie Francie Calfo (bzw. Allison Doren).
Dungey spielte in der Doppelfolge „The Other Side of Life“ der Krankenhausserie Grey’s Anatomy die ehemals beste Freundin der Gynäkologin Dr. Addison Forbes-Montgomery (Kate Walsh). In dieser Serie wurde der Ableger der Serie um Montgomery, Private Practice, vorgestellt, in der Serie wurde Dungey jedoch durch Audra McDonald ersetzt.

## Filmografie (Auswahl)
- 1995: Babylon 5 (Fernsehserie, Episode 3x08)
- 1997: Emergency Room – Die Notaufnahme (ER, Fernsehserie, Episode 4x04)
- 1998: Deep Impact
- 1998: Seinfeld (Fernsehserie, Episode 9x17)
- 1999: EDtv
- 1999–2007: King of Queens (The King of Queens, Fernsehserie, 39 Episoden)
- 2000: Friends (Fernsehserie, Episode 6x22)
- 2000–2004: Malcolm mittendrin (Malcolm in the Middle, Fernsehserie, 6 Episoden)
- 2001: Lass es, Larry! (Curb Your Enthusiasm, Fernsehserie, Episode 2x7 The Doll)
- 2001–2006: Alias – Die Agentin (Alias, Fernsehserie, 47 Episoden)
- 2004–2005: Summerland Beach (Summerland, Fernsehserie, 26 Episoden)
- 2007: Boston Legal (Fernsehserie, Episode 3x11)
- 2007: Grey’s Anatomy (Fernsehserie, 2 Episoden)
- 2009–2010: Better Off Ted – Die Chaos AG (Better Off Ted, 4 Episoden)
- 2010: The Closer (Fernsehserie, eine Episode)
- 2010: Castle (Fernsehserie, Episode 2x21 Keine Ganovenehre)
- 2011: Revenge (Fernsehserie, 3 Episoden)
- 2014: Professor Love (Some Kind of Beautiful)
- 2014–2015: Once Upon a Time – Es war einmal … (Once Upon a Time, Fernsehserie, 6 Episoden)
- 2014–2015: Chasing Life (Fernsehserie, 15 Episoden)
- 2014–2015: Brooklyn Nine-Nine (Fernsehserie, 5 Episoden)
- 2015: The Diabolical – Das Böse ist zeitlos (The Diabolical)
- 2016: Con Man (Fernsehserie, Episode 2x01)
- 2016–2017: Conviction (Fernsehserie, 13 Episoden)
- 2017: CHiPs
- 2017: You’re the Worst (Fernsehserie, 2 Episoden)
- 2017–2019: Big Little Lies (Fernsehserie, 10 Episoden)
- 2018: Atlanta Medical (The Resident, Fernsehserie, 10 Episoden)
- 2019: Grace and Frankie (Fernsehserie, Episode 5x10)
- 2019: The Fix (Fernsehserie, 10 Episoden)
- 2020: Star Trek: Picard  (Fernsehserie, Episode 1x01)
- 2020: Greenland
- 2021: Lucifer (Fernsehserie, 3 Episoden)
- 2024: The Lincoln Lawyer (Fernsehserie, 6 Episoden)
- 2024–2025: S.W.A.T. (Fernsehserie)